# Fortive
Die Fortive Corporation ist ein US-amerikanischer Mischkonzern, dessen Tochterunternehmen mehrheitlich auf den Maschinen- und Messinstrumentenbau fokussiert sind. Fortive entstand 2016 als Ausgründung der Maschinenbausparte des US-Mischkonzerns Danaher Corporation. Dieser besteht nach der Neustrukturierung größtenteils aus Unternehmen der Bereiche Biotechnologie und Medizintechnik. Zum Fortive-Konzern gehören unter anderem die Fluke Corporation, die Hengstler GmbH, Tektronix und Gilbarco Veeder-Root. Fortive belegte auf der Fortune 500-Liste der umsatzstärksten US-amerikanischen Unternehmen im Jahr 2018 den Platz 420.
Fortive gab Anfang September 2024 strategische Pläne für die Aufspaltung in zwei unabhängige Aktiengesellschaften bekannt. Durch die Aufspaltung sollen zwei Unternehmen mit fokussierten Geschäftsmodellen entstehen. Das neue Unternehmen NewCo soll hierbei aus dem bisherigen Fortive Geschäftsfeld „Precision Technologies“ entstehen. Der Abschluss der Transaktion wird im 4. Quartal 2025 erwartet.